# Kamenný vrch u Kurdějova
Kamenný vrch u Kurdějova je přírodní památka na severovýchodním okraji obce Kurdějov v okrese Břeclav. Nově byla lokalita vyhlášena Nařízením Jihomoravského kraje č. 27/2014 na úrovni ochrany přírodní památka.
Důvodem ochrany je komplex stepních trávníků s řadou zvláště chráněných a významných druhů, např. hadinec červený (Echium maculatum), koniklec velkokvětý (Pulsatilla grandis), čilimník bílý (Chamaecytus albus), střevíčník pantoflíček (Cypredium calceolus), modrásek ligrusový (Polyommatus damon), modrásek hořcový Rebelův (Muculinea alcon rebeli).

## Galerie

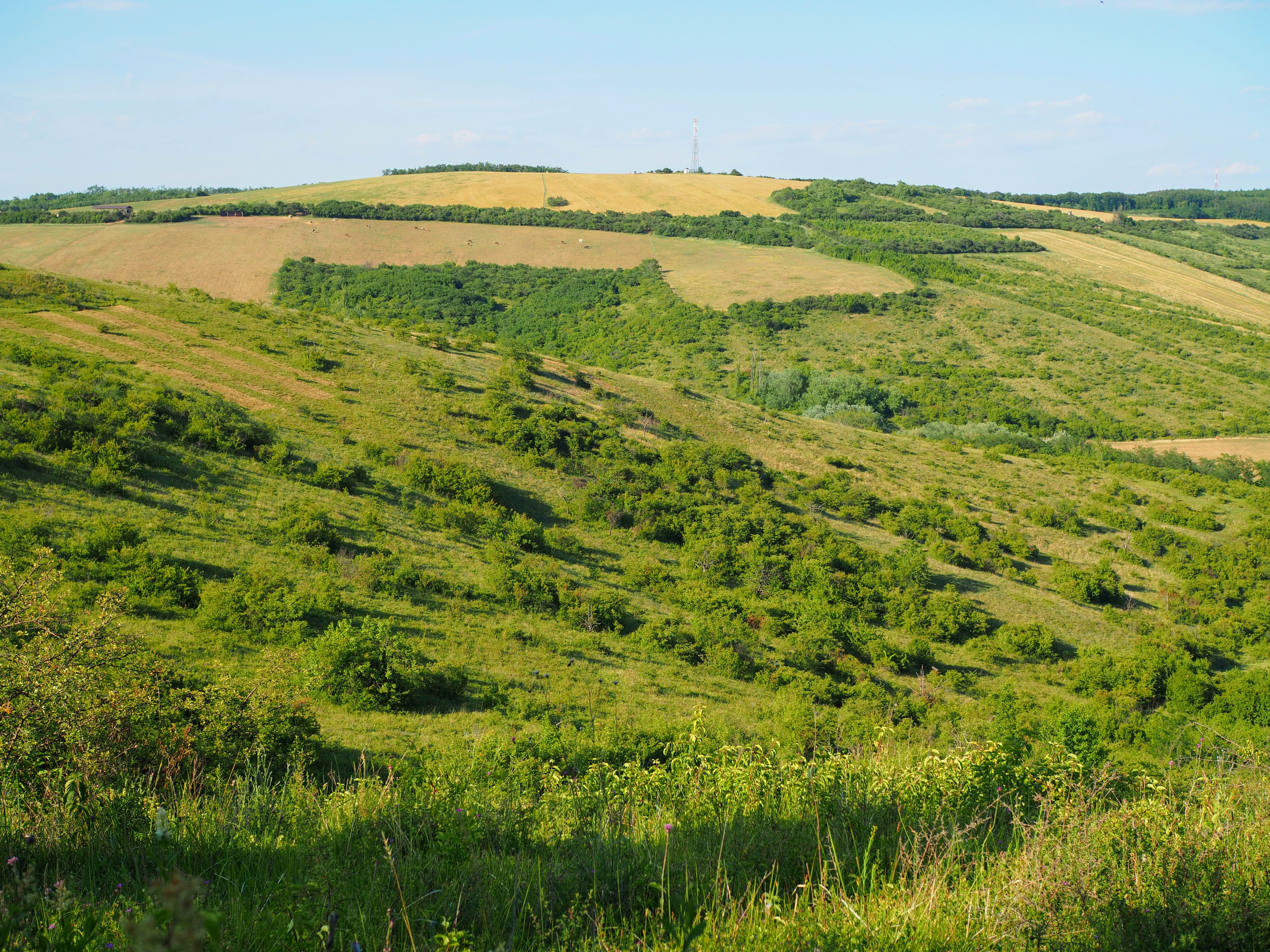
Pohled na lokalitu
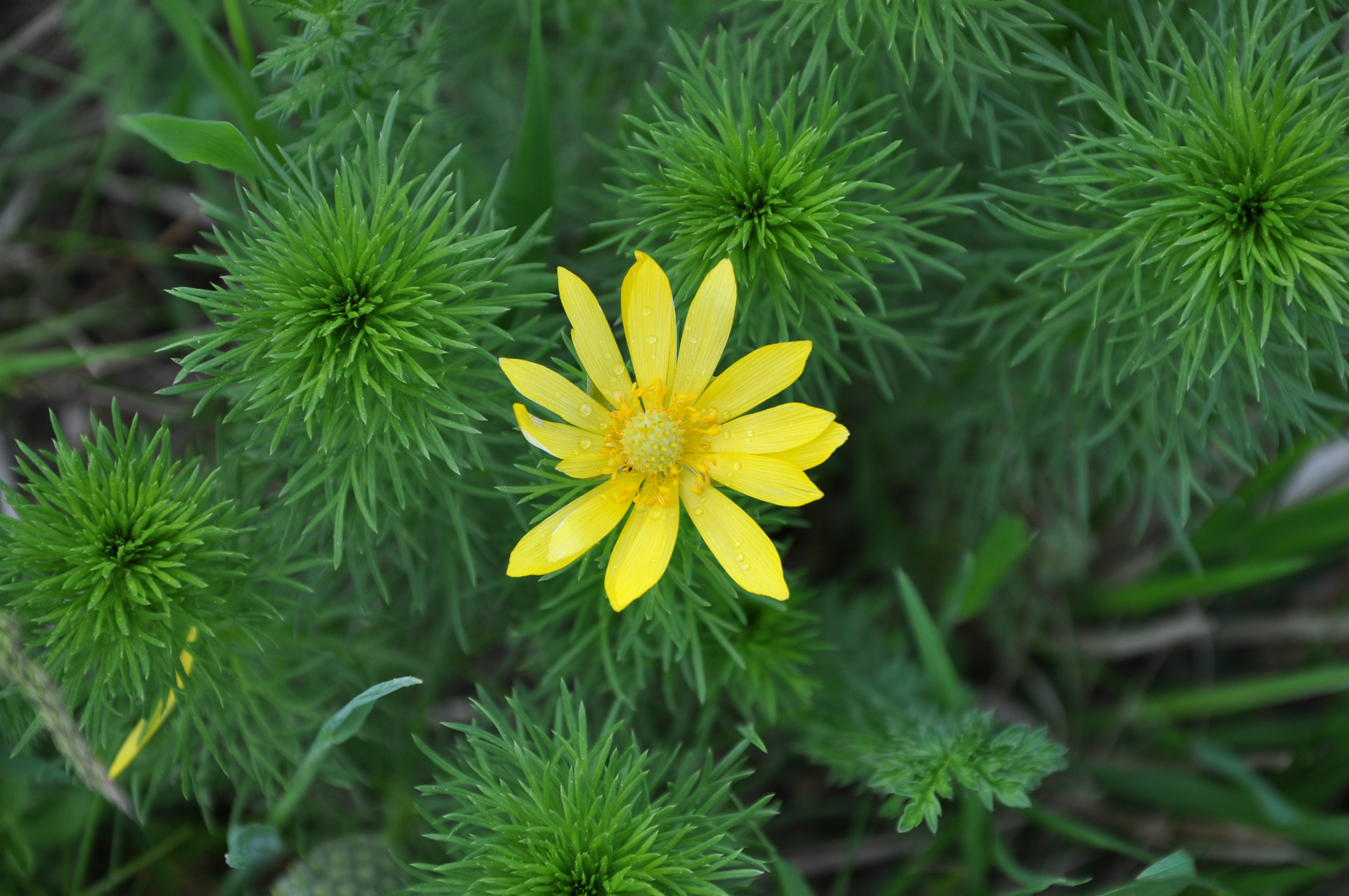
Teplomilný hlaváček jarní (Adonis vernalis)
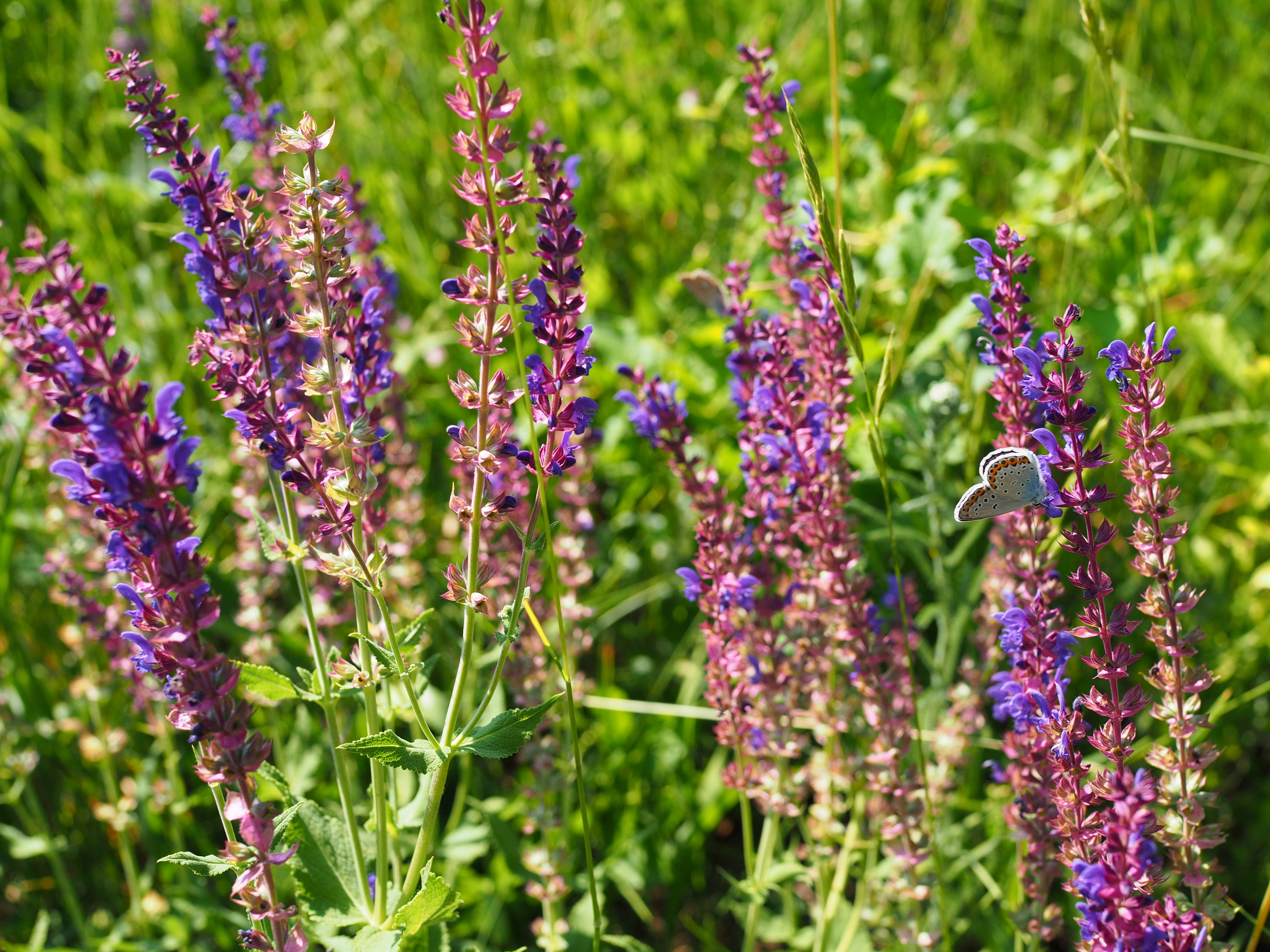
Přírodní památka je pestrá na flóru a faunu
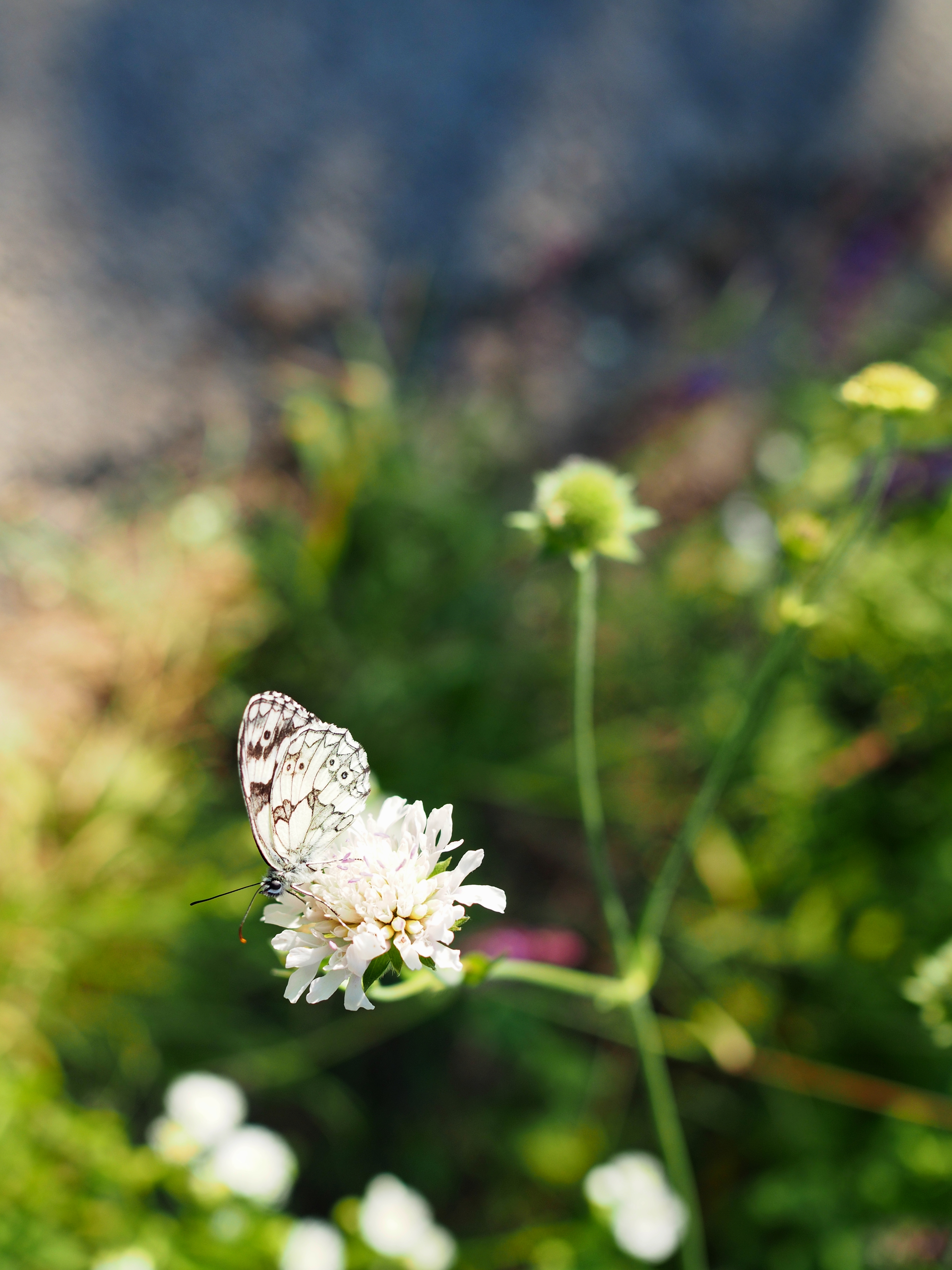
V území se vyskytuje řada motýlích druhů
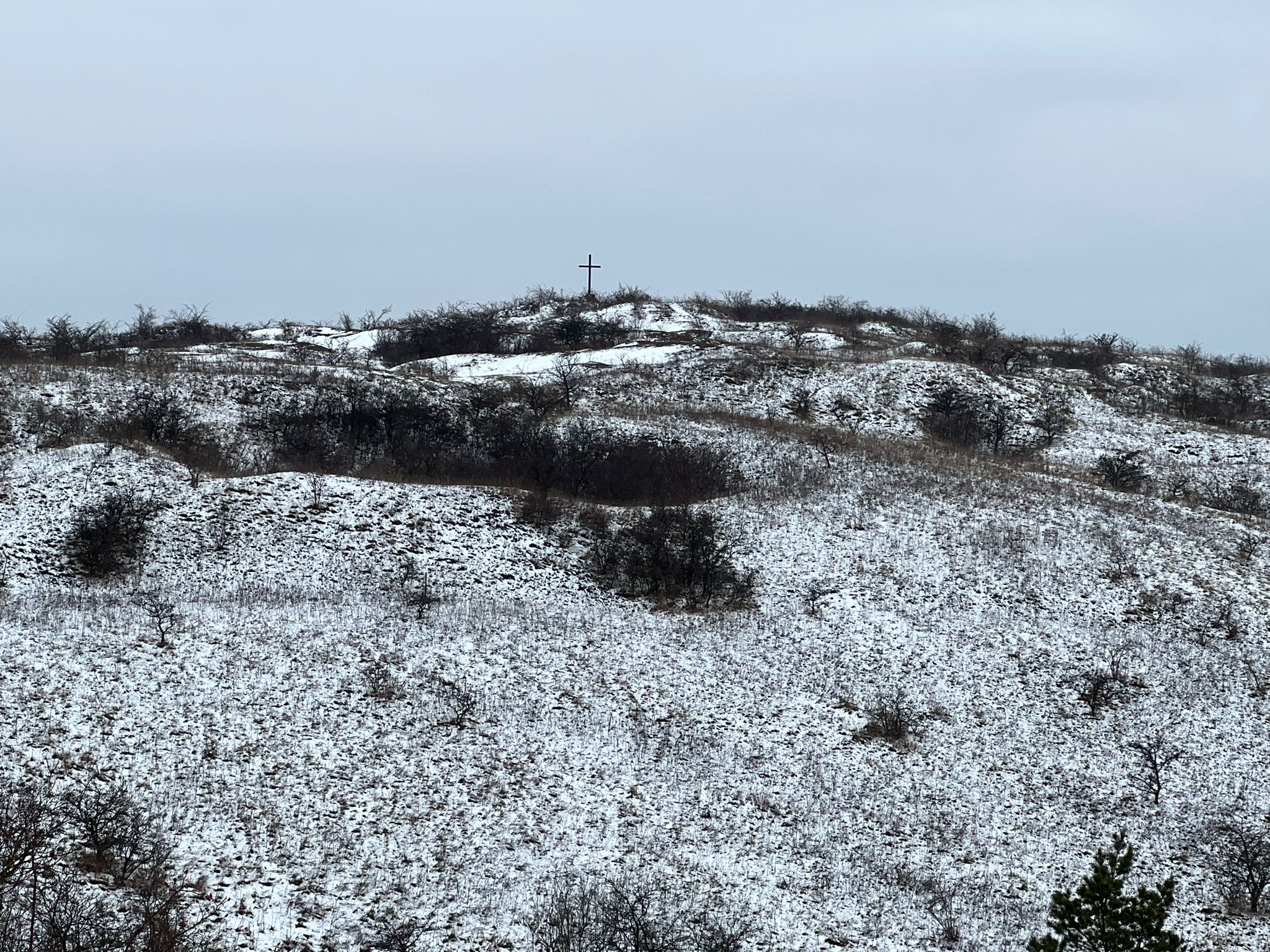
Vrch v zimě 2021